# Bonaventura Castiglioni
Bonaventura Castiglioni (Milano, 7 aprile 1487 – Milano, 10 giugno 1555) è stato un presbitero e storico italiano.

## Vita
Nato da Giandonato e Caterina di Giubertino Castiglioni, Bonaventura ebbe importanti incarichi nella chiesa milanese, tra cui quello di abate della Basilica di Sant'Ambrogio, culminati nella nomina a Commissario generale per l'Inquisizione, dal 1553 alla sua morte.
Fu prestigiosa figura della Controriforma Cattolica. Assieme all'arcivescovo Giovannangelo Arcimboldi fu redattore del famoso Indice dei libri proibiti, di cui curò anche la pubblicazione. Molto vicino a san Carlo Borromeo negli anni della sua formazione culturale, ne fu, forse, anche uno dei precettori.

## Opere
- "Gallorum Insubrum Antiquae Sedes" (1541), Gli Antichi Insediamenti dei Galli Insubri, Anastatica, traduzione e commento a cura di P. Mathlouthi, G. Minella, M. Pasquero e M. Rapi, Associazione Culturale Terra Insubre, Varese, 2008.
- Vite dei primi undici vescovi di Milano (1554), edite da Enrico Cattaneo in "Cataloghi e Biografie", pp. 140–202.